# Alaimus tenuis
Alaimus tenuis is een rondwormensoort uit de familie van de Alaimidae.